# 小行星5262
小行星5262（5262 Brucegoldberg）是一颗绕太阳运转的小行星，为主小行星带小行星。该小行星于1990年12月14日发现。

## 轨道参数
小行星5262的轨道半长轴为3.0893833 AU，离心率为0.163。